# 일러스트레이티드 런던 뉴스

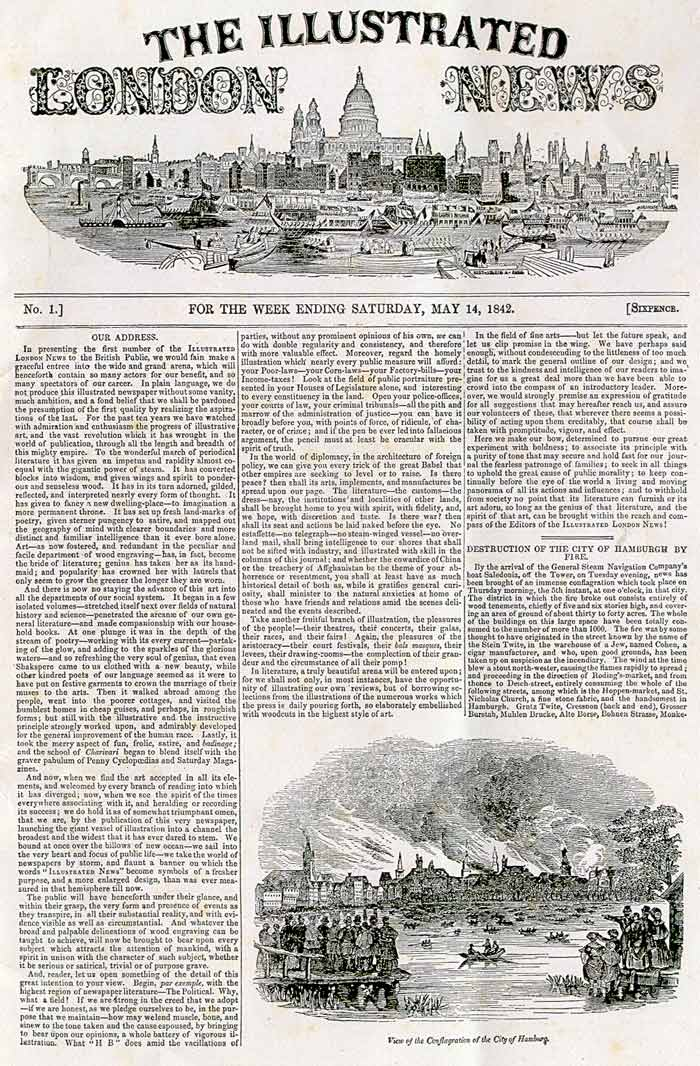
잡지의 제1부 페이지 전면(1842년 5월 14일)

일러스트레이티드 런던 뉴스(The Illustrated London News)는 허버트 잉그램(Herbert Ingram)이 창설하고 1842년 5월 14일 토요일에 처음 출판된 잡지로, 세계 최초의 삽화가 포함된 주간 뉴스 잡지였다. 이 잡지는 대부분의 기간 동안 매주 발행되었으며, 1971년에 덜 빈번한 발행 일정으로 전환되었으며, 결국 2003년에 발행이 중단되었다. 이 회사는 오늘날에도 런던의 출판, 콘텐츠 및 디지털 대행사인 일러스트레이티드 런던 뉴스(Illustrated London News Ltd)로 계속 이어지고 있다. 잡지의 출판물과 비즈니스 기록 보관소를 보유하고 있다.